# Коваленко, Владимир Леонтьевич
Владимир Леонтьевич Коваленко (4 февраля 1938, Запорожье — 23 декабря 2020, Челябинск) — советский и российский патологоанатом, член-корреспондент РАМН (2000), член-корреспондент РАН (2014).

## Биография
Родился 4 февраля 1938 года в городе Запорожье в семье рабочего. Женат. Дети: Две дочери.
В 1961 году — с отличием окончил Омский государственный медицинский институт, где специализировался в области патологической анатомии, и проработал там до 1976 года.
В 1966 году — защитил кандидатскую диссертацию на тему "К патогенезу и патологической анатомии первичного рака легкого (по материалам прозектур Омска), а 1974 году — докторскую на тему "Морфологическая и гистоферментативная характеристика первичных бронхо-легочных опухолей (патологоанатомическое и экспериментальное исследование).
С 1976 по июль 2006 года — заведующий кафедрой патологической анатомии Челябинского медицинского института (сейчас — Южно-Уральский государственный медицинский университет), а с сентября 2006 года — профессор этой кафедры.
В 1990 году — по его инициативе в Челябинске создано одно из первых в России областное патологоанатомическое учебно-научно-производственное объединение, которое он возглавил, параллельно выполняя обязанности начальника областного патологоанатомического бюро и главного внештатного патологоанатома области.
В 2000 году — избран членом-корреспондентом РАМН.
В 2014 году — стал членом-корреспондентом РАН (в рамках присоединения РАМН и РАСХН к РАН).
Научные интересы: Изучение патогенеза и патологической анатомии воспалительных и опухолевых заболеваний легких, ятрогенных болезней; вопросы преподавания и организации патологоанатомической службы.
Отличительная черта: Доброта, порядочность, личная скромность, искренняя преданность профессии.
Интересы, хобби: Садоводство.
Скончался 23 декабря 2020 года на 83-м году жизни после тяжелой продолжительной болезни.

## Научная деятельность
Основные работы посвящены изучению патогенеза и патологической анатомии воспалительных и опухолевых заболеваний легких.
Установил природа периферических гамартом легких взрослых, показана роль грибковой флоры в развитии легочной патологии у населения Южного Урала, проживающего в сложной экологической ситуации, описан ряд мало известных в России пневмомикозов.
Автор более 500 научных работ, в том числе 22 монографий, руководств, учебно-методических пособий, методических рекомендаций для врачей.
Под его руководством выполнены 13 докторских и более 50 кандидатских диссертаций.

## Награды
- Заслуженный деятель науки Российской Федерации (1998)[3]